# Hanna Björn
Hanna Björn (* 23. Juni 1991 in Stockholm) ist eine schwedische Schauspielerin.

## Leben und Karriere
Björn wurde am 23. Juni 1991 in Stockholm geboren. Sie studierte an der Calle Flygare Teaterskola. Danach setzte sie ihr Studium an der Teaterhögskolan i Stockholm fort. Ihr Debüt gab sie 2014 in dem Film Min så kallade pappa. Im selben Jahr trat sie in der Fernsehserie Konsten att få sin mamma att gråta auf. 2016 wurde sie für den Film Flykten till framtiden gecastet. 
Anschließend war Björn 2017 in Hemma hos Björnen zu sehen. Außerdem spielte sie 2018 in Ted – För kärlekens skull mit. 2022 bekam Björn in der Netflixserie Clark eine Hauptrolle.

## Filmografie
Filme
- 2014: Min så kallade pappa
- 2016: Flykten till framtiden
- 2018: Ted – För kärlekens skull
- 2020: Hjärterummet
- 2020: Loop

Serien
- 2014: Konsten att få sin mamma att gråta
- 2017: Hemma hos Björnen
- 2022: Clark